# Typhlobunus
Typhlobunus is een geslacht van hooiwagens uit de familie Assamiidae.
De wetenschappelijke naam Typhlobunus is voor het eerst geldig gepubliceerd door Roewer in 1915. 

## Soorten
Typhlobunus is monotypisch en omvat slechts de volgende soort:
- Typhlobunus troglodytes